# Classe spéciale
Pour les articles homonymes, voir Jackpot.
Pour plus de détails, voir Fiche technique et Distribution.
Classe spéciale (Jackpot) est une comédie de science-fiction italienne réalisée par Mario Orfini et sortie en 1992.
Il s'agit d'un film cyberpunk aux accents écologiques, qui a été décrit comme un « conte de fées anti-technologie ».
Le film est un fiasco commercial lors de sa sortie en Italie, rapportant 158 millions de lires pour un budget de 18 milliards de lires.

## Synopsis
Dans une villa située sur les rives du lac de Côme, une héritière décrépite subventionne des recherches sur le « Juvenil », un produit qui redonne la jeunesse, menées par un groupe d'enfants à l'intelligence prodigieuse. Lorsque leurs esprits ont besoin de se reposer, Swift, l'homme cybernétique qui dirige le programme, propose de confier les petits génies à l'humble jardinier Furio qui, dans sa prétendue idiotie, leur apprend à rire, à jouer au colin-maillard, à écouter le vent et à sentir les odeurs de la terre. Grâce à cette rencontre, l'expérience se poursuit avec succès car les enfants se rendent compte de ce qui manque encore à l'expérience.
Furio semble également susciter les premières pulsions amoureuses de Violet, l'une des membres de l'équipe, qui fait tout pour attirer son attention malgré leur grande différence d'âge. Furio, quant à lui, commence à fréquenter une femme qu'il a trouvée par hasard dans sa chambre : Prudence, une femme de 80 ans avec le corps époustouflant d'une quadragénaire. Elle est en fait la grand-mère de Jeffrey, le chef des petits génies, qui a subi les premiers traitements Juvenil et a fui la conférence de presse de lancement du produit après avoir eu l'impression d'être un monstre. De plus, Jeffrey voit en Furio un rival amoureux potentiel, car il est amoureux de Violet.
Un soir, alors que Furio et Prudence sont en train de dîner, Violet décide de parler à Furio et de lui faire part de ses sentiments. Jeffrey la suit, avec l'intention de déclarer sa flamme, et la surprise de trouver Violet et sa grand-mère avec Furio provoque chez lui un fort choc émotionnel qui le fait courir désespérément vers le laboratoire : il veut aller à CyberEden, la ville virtuelle que l'équipe a créée et peuplée d'individus traités avec la formule Juvenil améliorée. Une fois arrivé, il est confronté à un scénario à mi-chemin entre le cyberpunk et le post-apocalyptique : une ville qui semble avoir avancé dans le temps, avec de gigantesques montagnes russes qui vieillissent ceux qui les utilisent jusqu'à la mort (une version cyberpunk du ruban de Möbius).
Le chef du monde fou de CyberEden n'est autre que l'homme cybernétique utilisé pour améliorer le Juvenil, dont le nom de code est '773T', c'est-à-dire la version miroir de Jeffrey. Pendant ce temps, dans le monde réel, ils travaillent sur un moyen de ramener Jeffrey sain et sauf : en connectant un composant informatique à l'autoradio de la voiture de Furio, ils peuvent tenter une transition vers le CyberEden. Furio et Prudence se retrouvent donc à CyberEden, où ils sont accueillis par la population, une bande de jeunes délinquants dirigée par Fabian, le bras droit de 773T. Ils sont ainsi capturés et emmenés sur les montagnes russes, où ils subissent un sévère vieillissement.
Cependant, Jeffrey, grâce à sa ressemblance avec le chef du CyberEden, trouve un moyen de désactiver les montagnes russes et d'empêcher ainsi les deux hommes de mourir. 773T se faufile dans la voiture de Furio en se faisant passer pour Jeffrey, mais Furio ne se laisse pas faire et le fait sortir, emmenant le vrai Jeffrey et laissant son alter ego à la merci des voyous. De retour dans le monde réel, Jeffrey est en sécurité. Les enfants et l'héritière ont compris qu'après leur expérience au CyberEden, le Juvenil ne peut pas être la réponse à la vieillesse et ils décident de tout annuler. Tout le monde est heureux et prêt à quitter la résidence de l'héritière. Pendant ce temps, dans le laboratoire, les derniers éléments du CyberEden sont supprimés : les montagnes russes sont effacées, Fabian est effacé, mais lorsqu'il s'agit de 773T, l'ordinateur semble avoir du mal à l'effacer.

## Fiche technique
- Titre français : Classe spéciale[2]
- Titre original : Jackpot ou Cyber Eden[3],[4]
- Réalisation : Mario Orfini
- Scénario : Anna Moroni (it), Adriano Celentano, Grazia Giardiello, Roberto Jannone, Mario Orfini
- Photographie : Luciano Tovoli
- Montage : Pietro Scalia
- Musique : Anthony Marinelli (it), Giorgio Moroder
- Production : Mario Orfini, Conchita Airoldi, Dino Di Dionisio
- Studio de production : Eidoscope Productions
- Pays de production :  Italie
- Langue originale : anglais, italien
- Format : couleurs - Son mono - 35 mm
- Genre : comédie de science-fiction
- Durée : 110 minutes
- Dates de sortie :
  - Italie : 23 décembre 1992

## Distribution
- Adriano Celentano : Furio
- Kate Vernon : Prudence
- Salvatore Cascio : Cosimo
- Christopher Lee : Cédric
- Ben Cole : Swift, l'homme cybernétique
- Carroll Baker : la mère maquerelle
- Bryony Martin : Violet
- Scott Mogensen : François
- William Mannering : Jeffrey ; 773T adolescent
- Ian Boo Khoo : Hard
- Aei-Iee Khoo : Soft
- Scott Magensen : Vladimir
- Johnny Melville : 773T adulte
- Alexander Scott : Fabian

## Production
La production du film a coûté 18 milliards de lires, avec des contributions techniques de grands noms comme Luciano Tovoli (photographie), Pietro Scalia (montage), Giorgio Moroder (musique), Maurizio Millenotti (costumes).
Le réalisateur Mario Orfini a déclaré : « Classe spéciale est un film pour le public de Celentano, mais pas seulement. Il y a les sept enfants qui offrent un paquet de Noël et apportent des références poétiques. Il y a un peu de romantisme avec la brève histoire d'amour entre Furio et le personnage de Kate Vernon, une personne de 80 ans qui rajeunit jusqu'à 30 ans et devient belle. Et, pour les adolescents, il y a les effets sonores spéciaux avec la musique de Moroder qui sont de première qualité, et il y a la ville construite par ordinateur, très proche de la réalité virtuelle » tandis que, lorsqu'on lui a demandé s'il referait un film avec Celentano, il a répondu : « Pourquoi pas ? Sur le plateau, il s'est comporté en parfait professionnel. Pas de vedettariat. Et même ses facultés de prêcheur ont été tempérées par la langue, car j'ai tourné le film entièrement en anglais ».
Celentano revient au cinéma sept ans après l'échec de Joan Lui et Il burbero. À propos du film, il révèle que : « Je n'ai pas eu de scrupules à revenir au cinéma, je n'ai jamais eu peur que, pendant que je m'en éloigne, d'autres acteurs surgissent. Au lieu d'être trois, nous serons quatre, peu importe. J'ai aimé cette idée, elle me semble bonne, j'ai accepté le film. Le sens est que le progrès est juste, il est même très juste qu'il aille de l'avant, mais il doit aussi prendre en compte le passé, sinon nous voyons des maisons qui n'ont pas de visage, que l'art est en train de disparaître. Furio ne prêche pas aux enfants, il les ramène à la simplicité, il les encourage à entendre le bruit du vent, à découvrir les odeurs et les parfums de la nature ».
Le tournage du film a eu lieu à Cinecittà au printemps 1992.

## Exploitation
Le film, dont le budget s'élevait à 18 milliards de lires, a connu un échec retentissant dans les salles italiennes bien qu'il ait été lancé aux vacances de Noël : la veille de Noël, il n'a rapporté que 50 000 lires dans la municipalité d'Abbiategrasso, tandis qu'à l'échelle nationale, il n'a pas atteint les 100 millions de lires pendant toute la période de Noël. À Milan, il est projeté dans la salle 1 du cinéma Odeon, l'une des plus grandes salles avec environ 1 150 places, mais les résultats sont désastreux, au point qu'il est rapidement déplacé dans la salle 6, qui ne compte que 160 places. Des résultats désolants sont également observés à Rome, où il est projeté dans deux grandes salles, l'Adriano et le Ritz, et retiré au bout de quelques heures. À la fin de son exploitation, Jackpot n'a rapporté que 158 millions de lires.
À la suite de ce lourd échec en salles, le réalisateur Mario Orfini a lourdement accusé Titanus, la société de production du film, d'avoir « abandonné le film à son sort » après avoir assuré sa présence, et Penta Film, qui l'a distribué, de l'avoir annoncé de façon très tiède et de ne l'avoir acquis dans sa propre liste qu'à la dernière minute, critiquant Celentano lui-même pour ne pas avoir fait la promotion du film lors de son émission Svalutation sur Rai Tre,. Titanus et Penta ont tous deux rejeté les critiques, tandis que Celentano, dans une intervention au Corriere della Sera, a admis que les critiques avaient raison et que le film avait de nombreux défauts.
L'échec du film met fin à la carrière cinématographique d'Adriano Celentano.